# Pultenaea platyphylla
Pultenaea platyphylla är en ärtväxtart som beskrevs av Norman Arthur Wakefield. Pultenaea platyphylla ingår i släktet Pultenaea och familjen ärtväxter. Inga underarter finns listade i Catalogue of Life.